# Castello di Loches

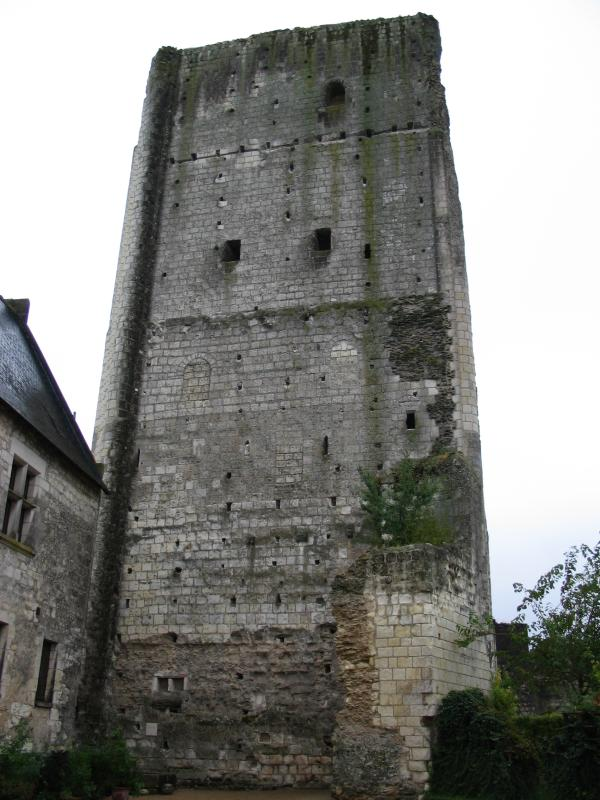
Il torrione

Il castello di Loches /lɔʃ/ è un edificio che ha sede nell'omonima città di Loches, comune francese situato nel dipartimento dell'Indre e Loira nella regione del Centro. Il castello, sito sulla collina che domina la città è molto antico, le sue origini risalgono infatti al IX secolo.
Catturato e occupato da Enrico II d'Inghilterra e da suo figlio Riccardo I d'Inghilterra, il castello ha sostenuto gli assalti del Re Filippo II di Francia fino al 1205.
In una sala della loggia si incontrarono Giovanna d'Arco e il Delfino Carlo, che si convinse a recarsi a Reims per farsi consacrare re di Francia.
Il castello fu la residenza favorita di Carlo VII di Francia e venne risistemato dalla sua amante Agnese Sorel, alla quale il re l'aveva offerto insieme al feudo di Loches.
Nel 1508 morì prigioniero a Loches anche il duca di Milano Ludovico il Moro, catturato dalle armate francesi durante le guerre d'Italia. La sua cella, situata nel dongione, costituisce oggi una delle principali attrazioni della fortezza.
Durante la rivoluzione francese fu saccheggiato e danneggiato. I lavori di restauro iniziarono nel 1806, ma di alcune parti restano solo delle rovine.
Oggi il castello è di proprietà della città di Loches ed è aperto al pubblico.